# Salvador Ibáñez
Salvador Ibáñez (Valencia, 1854 – 1920) è stato un liutaio spagnolo.
Ha costruito chitarre, ukulele, mandolini e altri strumenti a corda. I suoi strumenti, considerati tra i migliori del tempo, erano molto apprezzati per la qualità e l'impeccabile fattura. Tra i musicisti che hanno suonato o posseduto chitarre originali di Ibáñez vi sono Julian Bream e Eric Clapton.

## Biografia
All'età di 11 anni entra come apprendista in un laboratorio di chitarre situato nella calle Muela di Valencia.
Nel 1870 apre il suo laboratorio, Salvador Ibáñez Albiñara, situato nella calle Cubells. Secondo i registri, nel laboratorio lavoravano un bambino di 10 anni, José Ibáñez, e Magdalena Albiñara y Magraner, di Ollería.
Nel 1896 appare per la prima volta nelle guide commerciali di Valencia presso calle Ruzafa e successivamente, tra il 1898 e il 1906, presso calle Bajada de San Francisco.
Salvador Ibáñez costruisce bandure, liuti, chitarre a sei e dodici corde, chitarre con manici smontabili così come i bordoni. Nel 1897, costruisce la prima chitarra a doppio manico.
Nel 1833, insieme ai due figli Salvador e Vicente Ibáñez Salabert, fonda la Sociedad Regular Comanditaria Salvador Ibáñez e Hijos. All'inizio del 1900 la fabbrica di Salvador Ibáñez produce già 36000 strumenti l'anno e impiega circa cento operai. Le chitarre Ibáñez si vendono in vari paesi incluso il mercato latinoamericano, le Filippine e il Giappone.
Dopo la sua morte, avvenuta nel 1920, i figli Salvador e Vicente portano avanti l'attività della società, specializzandosi rispettivamente sulla liuteria e sulla parte commerciale.
La recessione del 1929 si abbatte sull'attività di famiglia a causa dei debiti accumulati nei mercati americani. I fratelli Ibáñez si vedono costretti a liquidare l'azienda e cessarne l'attività, conservando la proprietà dell'edificio posto al n°8 di calle Padre Rico, tuttora conservato. Nel 1933 la fabbrica viene rilevata da Telesforo Julve e alcuni operai continuano la loro attività in piccoli laboratori.
Nel 1935, a seguito della domanda da parte del mercato, il distributore Ibáñez per il Giappone, Hoshino Gakki, decide di iniziare a costruire chitarre in proprio chiamandole prima Ibanez Salvador e successivamente Ibanez, riscontrando un grande successo negli anni settanta e ottanta del 1900.
| Controllo di autorità | VIAF (EN) 302831322 · GND (DE) 1035674025 |